# Wido-myeon
Wido-myeon (koreanska: 위도면)  är en socken i Sydkorea. Den ligger i kommunen Buan-gun i  provinsen Norra Jeolla, i den sydvästra delen av landet, 230 km söder om huvudstaden Seoul. Wido-myeon ligger i Gula havet och består av sex bebodda öar och 24 obebodda öar. Den totala landytan är 14,3 km², varav huvudön Wido står för 12,0 km².